# اکاموتوگاما
اکاموتوگاما (به لاتین: Ekamuthugama) یک منطقهٔ مسکونی در سری‌لانکا است که در استان مرکزی (سری‌لانکا) واقع شده‌است.